# Trstenik (Marija Gorica)
Trstenik (Trstenik Pušćanski) je naselje u Zagrebačkoj županiji, administrativno pripada općini Marija Gorica. Površina naselja je 2,65 km2. Prema popisu stanovništva iz 2001. godine naselje ima 311 stanovnika. 
Naselje se u povijesnim izvorima spominje od 15. stoljeća, a od 1527. godine nalazi se u posjedu franjevačkoga samostana u Mariji Gorici.

## Stanovništvo
| broj stanovnika | 163   | 187   | 193   | 248   | 250   | 275   | 269   | 297   | 288   | 278   | 290   | 238   | 263   | 258   | 311   | 350   | 335   |
|                 | 1857. | 1869. | 1880. | 1890. | 1900. | 1910. | 1921. | 1931. | 1948. | 1953. | 1961. | 1971. | 1981. | 1991. | 2001. | 2011. | 2021. |